# II. Kallixtusz pápa
II. Kallixtusz (latin alakban Callixtus), (Quingey, 1050/1060 körül – Róma, 1124. december 13.) néven lépett Szent Péter örökébe a római katolikus egyház 162. pápája. Az invesztitúraharcok egyik legjelentősebb figurájaként vonult be a történelembe. A VII. Gergely pontifikátusa óta húzódó hatalmi harcok Róma és a császárság között Kallixtusz uralma alatt végre megoldódni látszottak. Az elsőrangú kapcsolatokkal és kifinomult diplomáciai érzékkel rendelkező egyházfő 1122-ben megállapodott V. Henrik császárral a wormsi konkordátumban, és ezzel véget vetett a két hatalom küzdelmének.

## Egy burgund herceg
Eredetileg Guy de Bourgogne avagy Burgundi Guido néven született bizonytalan időpontban Burgundia leghatalmasabb családjában. I. Vilmos, Burgundia grófjának gyermeke, így apai ágon az igen befolyásos burgund család rokona, míg édesanyja révén a normandiai hercegek leszármazottja. A kis herceg rokoni kapcsolatban állt a legtöbb európai udvarral, amelyek közül Franciaország, Dánia, Anglia és Kasztília volt a legkiemelkedőbb. Családja tetemes birtokai mellett testvéreit is Franciaország és Kasztília leghatalmasabb urai között tudták. 

Nyolc testvére közül ketten választották a papi pályát, míg a többiek igen befolyásos párt választhattak házastársul. Guido a család szigorú követelményei szerint kolostorban nevelkedett. Itt döntötte el már igen fiatalon, hogy az Úr szolgálatába áll.

## Egyházi pályája
Guido igen kiváló növendék volt, és nem csupán családi kapcsolatainak köszönhette, hogy 1088-ban Vienne érseke lett, míg bátyja, Hugó Besançon érseke volt. A Francia Királyság egyik legtörekvőbb klerikusa volt, aki a gregorián reformok legvehemensebb védelmezői közé tartozott. Igyekvő munkája miatt II. Paszkál pápa az ország pápai legátusának nevezte ki Guido-t. A francia egyházi reform vezető alakjává vált, ezért nem is csoda, hogy az 1111-ben megkötött sutri egyezményt elítélte, amelyben V. Henrik császár rábírta Paszkált, hogy ismerje el annak invesztitúrajogát. 

II. Paszkál tettére Európa-szerte felháborodott a klérus, így Franciaországban is elítélték a sutri zsinat fejleményeit. A pápa elleni mozgalmak élére Guido állt. Nagy szerepet vállalt az 1112-es lateráni zsinat összehívásában, ahol Paszkál elismerte, hogy a császár erőszakolta ki tőle a sutri egyezményt, amelyet ekkor semmissé nyilvánítottak. Guido hazatérte után azonnal zsinatra hívta össze a burgundiai és francia klérust Vienne-ba, hogy megerősítsék Paszkál lateráni döntéseit, és kiátkozzák V. Henriket, amiért erőszakot mert alkalmazni a pápával szemben. 
Paszkál később bíborossá kreálta, noha Guido gyakran bírálta megengedő retorikáját V. Henrikkel szemben. 1118-ban meghalt a pápa, és a helyét betöltő idős, II. Geláz csak úgy tudta megőrizni trónját, hogy elmenekült Rómából. V. Henrik pedig ellenpápát állított fel Gelázzal szemben, VIII. Gergely néven. Az egyházi átok, és a fenyegetőzés nem sokat használt a császár ellen, így a pápa végül kénytelen volt Franciaországba menekülni, ahol 1119. január 29-én meghalt a clunyi apátságban. Guido a halálos ágya mellett volt ekkor, és a klérus ott választotta meg őt, ahonnan a reformok is fakadtak. 1119. február 2-án, négy nappal azután, hogy a kolostorban a klérus őt választotta meg egyházfőnek, II. Kallixtusz néven pápának koronázták meg Vienne városában.

## Pápaként egy nehéz időszakban

### Reményteljes indulás

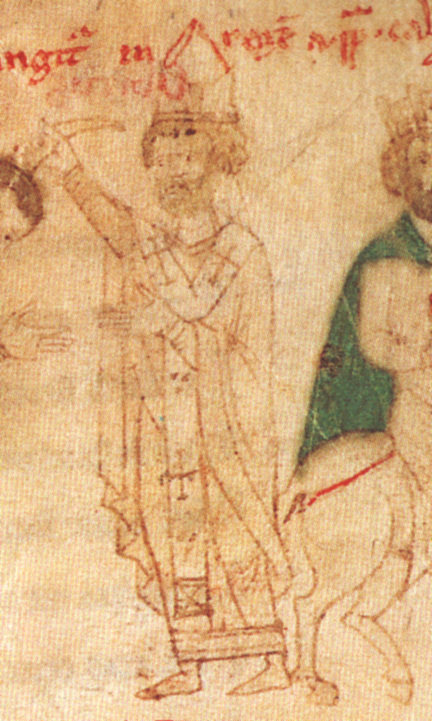
II. Kallixtusz Ebuloi Péter krónikájában 1196-ból

A szokatlan módon Itálián kívül a pápai trónra emelt Kallixtuszt egész Európában üdvözölték. A korabeli történetírók kiemelték, hogy Kallixtusz kiváló kapcsolatai végre alkalmat nyithatnak a régóta húzódó invesztitúraküzdelmek lezárására. Erre főként az adott alapot, hogy Kallixtusz a Német-római Birodalom számos nagyhatalmú urának rokona volt. A német hercegek és a diplomáciai nyomás V. Henriket is cselekvésre késztette. Miután Kallixtusz Franciaországban koronázása után beszédet tartott arról, hogyan képzeli el az egyház irányítását, mindenkinek világos volt, hogy Kallixtusz erősen ragaszkodik a gregorián reformokhoz, és az invesztitúrát sem akarja átengedni a császárnak. Egyben azt is jelezte, hogy békés tárgyalások útján szeretné rendezni Henrikkel a problémákat.

A császár Strasbourgban fogadta a pápa követeit, ahol Henrik kijelentette, hogy nem szándékozik a béke útjába állni, ezért azonnal megvonja támogatását VIII. Gergely ellenpápától. A találkozón megállapodtak abban is, hogy a Reims városához közeli Mousson-kastélyban személyesen találkozik majd az egyházfő és a császár, ahol a tárgyalásokat magasabb fokon fogják folytatni.
Eközben Kallixtusz 1119. június 8-án Toulouseban zsinatot hívott össze, ahol a francia klérus támogatását kérte az invesztitúratárgyalásokon, és egyúttal kihirdette az októberre összehívandó reimsi zsinatot. Ez még elődje tervei között is szerepelt. A zsinaton közel négyszáz püspök és apát jelent meg, valamint VI. Lajos, francia király és a legtöbb francia nemes is jelen volt a reimsi gyűlésen. Kallixtusz beszámolt a pápai követek és Henrik strasbourgi találkozójáról. Később a megbeszélt időpontban a Mousson-palotához igyekezett, ahová Henrik már egy nappal korábban megérkezett. A császár azonban megszegte ígéretét, és nem szűk kíséretével érkezett a palotához, hanem egy harmincezres sereggel. A pápa a nagy hadat meglátva megijedt Henrik szándékaitól, és visszafordult Reimsba. Kallixtusz aggodalmai nem nélkülöztek minden alapot, ugyanis Henrik valóban erővel akarta kényszeríteni az egyházfőt egy hasonló bulla kiadására, mint amilyen az 1111-es sutri egyezmény volt. Kallixtusz visszatért Reimsba, és mivel félt attól, hogy a császár beleavatkozik a zsinat menetébe, megsürgette a gyűlés döntéshozatalát. Alig egy napon belül a francia klérus és a francia nemesség, az uralkodóval együtt elfogadta az egyházi fegyelemről szóló kánoni törvényeket. Eszerint az egyház tiltotta a papok nősülését, a buja magatartást és a szimóniát. A laikus invesztitúra jogát is elítélte a pápa, amelybe VI. Lajos beleegyezett. A zsinat záró akkordjai Henrikről szóltak, ugyanis Kallixtusz egyházi átokkal sújtotta a császárt és az ellenpápát október 30-án.

Reimsból Kallixtusz Rómába indult, de még indulása előtt megpróbált közvetíteni I. Henrik, angol király és testvére, II. Róbert, normandiai herceg között. A testvérek a trón jogosságán szálltak egymással harcba, és Kallixtusznak sem sikerült békét teremtenie köztük.

### Rend Itáliában
A francia honban megválasztott  pápa egyik legfőbb célja volt visszatérni Rómába, és a hajdani Pápai Állam területét újra befolyása alá vonni. A reimsi zsinat után néhány hónappal Kallixtusz Itáliába indult, hogy érvényt szerezzen jogainak. Róma városát akkoriban VIII. Gergely ellenpápa és a császárpárti nemesek tartották kezükben. Itália északi részén pedig a német sereg helyőrségei uralkodtak. A pápa érkezésének híre azonban lángba borította Itáliát, és mivel Henrik sem akart Kallixtusz útjába kerülni, a német nyomás alól hamar felszabadultak a pápai birtokok. Nem volt ez másként Rómában sem, ahol a tömeg zúgolódni kezdett Gergely ellen. Kallixtusz közeledése miatt Gergely kénytelen volt elmenekülni a városból Sutri erődjébe.

1120 elején pápaként először érkezett meg Kallixtusz Rómába, ahol a tömeg kitörő örömmel üdvözölte. A harcot a pápa végleg le akarta zárni, ezért a normann hercegekhez fordult segítségért, amit hamarosan meg is kapott. A pápa serege 1121-ben nyolc napi ostrom után elfogta VIII. Gergelyt, akit Rómában elítéltek, majd a normannok kezére adtak. Így Gergelyt egyik börtönéből a másikba hurcolták, míg végül Salernóban meghalt. Miután az ellenpápa fenyegetése megszűnt Kallixtusz a dél-itáliai hercegek segítségével a császárpárti Cenzio Frangipani seregei ellen fordult, és győzött. 1122-re helyreállt a rend Itáliában.

### A wormsi konkordátum
Az európai politika egyik legmeghatározóbb alakjává lett Kallixtusz itáliai hatalmát megszilárdítva, megfelelő háttérrel vágott neki az invesztitúra kérdésének lezárásához. Az egyházfő pontifikátusának legfontosabb mozzanata volt, amikor követein keresztül felvette a kapcsolatot V. Henrik császárral. A német-római uralkodó hajlandó volt a tárgyalások újrakezdésére, de kifejezte aggodalmát a pápának az invesztitúra elvesztése miatt. Henrik úgy vélte, hogy amit a gregorián reformok követelnek tőle az veszélyezteti a birodalom békéjét, ráadásul több nagyhatalmú barátját kellene megfosztania méltóságától. Kallixtusz átgondolta Henrik kéréseit, és három bíborost küldött vissza Németországba, hogy tárgyaljanak a kérdésről. A konkordátum alapjait a magas rangú pápai és császári követek Würzburgban vetették meg. Eszerint a pápának ki kell hirdetnie a treuga Dei-t, azaz az Isten békéjét a császár és a lázongó alattvalók között. Ez biztosította Henrik uralmának zavartalanságát. Másrészt a pápai követek követelték az egyházi birtokok szabad használatát, a korábban a császár ellen fordult német nemesek sértetlenségét és a mihamarabbi békét Róma és a császári udvar között.

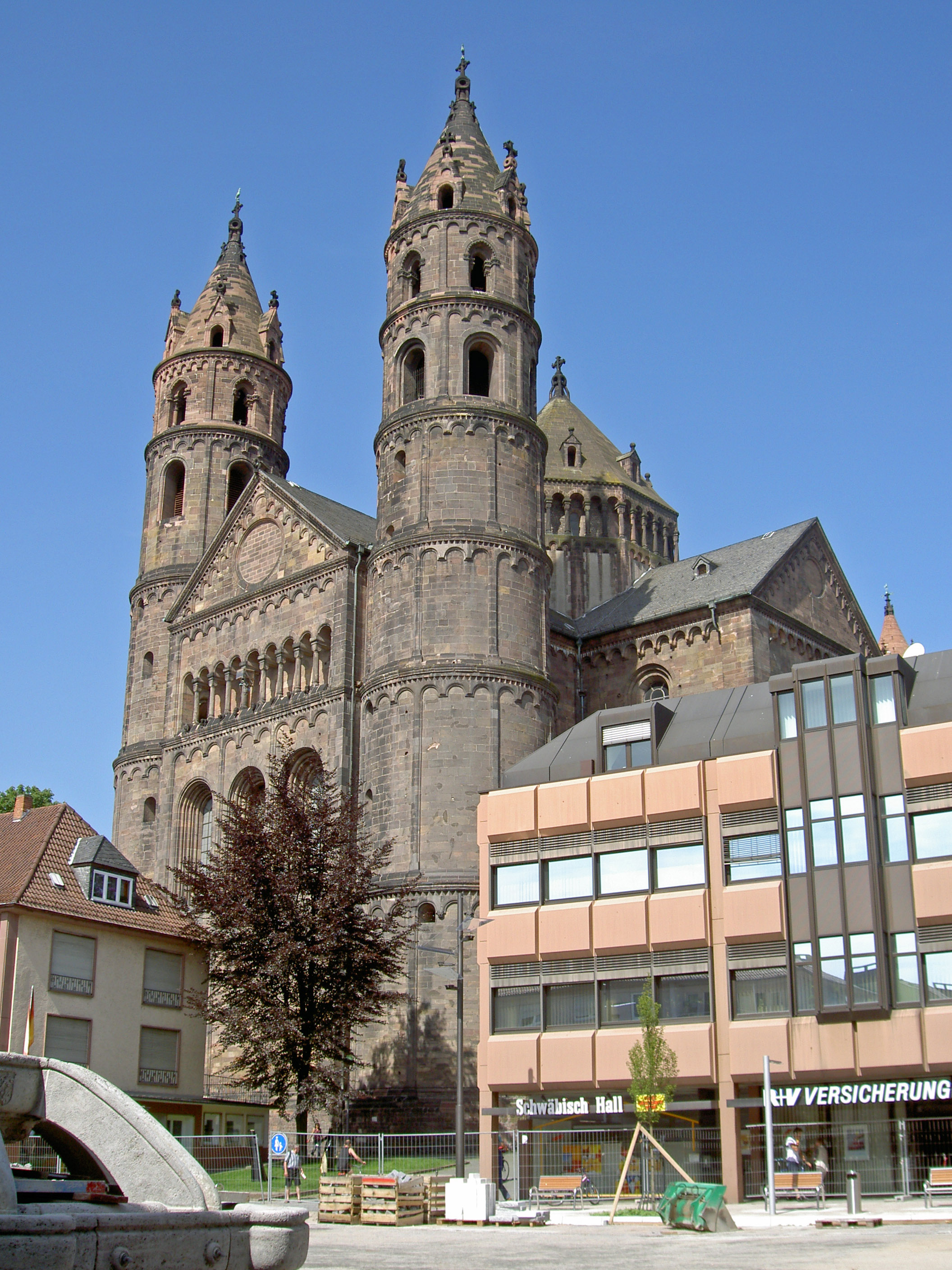
A wormsi Szent Péter-dóm ma

A würzburgi fejlemények Henriknek és Kallixtusznak is megfeleltek, így a pápa Ostiai Lambert bíboros kíséretében útra kelt a Worms városába összehívott zsinatra. A zsinat 1122. szeptember 8-án kezdődött és szeptember 23-án ért véget a wormsi konkordátum megszületésével, amelyet a pápai krónikások gyakran Pactum Calixtinum néven említenek. A konkordátumban V. Henrik lemondott a gyűrűvel és a pásztorbottal történő invesztitúráról, és garantálta a püspökválasztás szabadságát. Viszont a wormsi zsinat elismerte a császár jogát a jogarral történő beiktatásra, amely a hűbérbirtokot jelképezte. Ezen felül a főpapok megválasztása csak a császár vagy megbízottja jelenlétében történhetett, és amennyiben a klérus nem tudott dönteni, a császárnak joga volt az adott egyházmegye főpapjainak tanácsát meghallgatva választani. A császári beiktatást is szabályozták. Németországban a felszentelés előtt történhetett, míg Burgundiában és Itáliában a ceremónia után. A Pápai Állam területén pedig egyedül az egyházfő joga volt az invesztitúra.
A konkordátum lezárta az évek óta húzódó invesztitúraharcokat, úgy hogy a császár is megtarthatta ellenőrző szerepét a német klérus megválasztásában, míg Kallixtusznak sikerült kiharcolnia Itália és Burgundia függetlenségét. A wormsi egyezmény volt az előfutára a világi berendezkedésű állam kialakulásának.

### Az első egyetemes zsinat a Lateránban
A wormsi konkordátum megszületése után Kallixtusz egyetemes zsinatot hívott össze a Lateránban. Az első lateráni zsinat a konkordátum fejleményeinek széles körű egyházi elfogadását szolgálta. Kallixtusz már a konkordátum megszületése után, 1122 decemberében meghirdette a zsinatot, amely 1123. március 18-án zárult le. A zsinat a korábbi egyetemes zsinatokhoz képest kevesebb vitával járt, és inkább csak reprezentatív jelleget öltött. Európa minden tájáról érkeztek Rómába, így közel háromszáz püspök és hatszáz apát fogadta el a wormsi konkordátum szövegét, és végre a valóságban is alkalmazhatták a laikus invesztitúra tilalmát. Emellett a pápa kiemelte a cölibátus betartását, a szimónia és az egyházi bujálkodás tilalmát. Az egyházfegyelmi kérdéseket ekkor vették először ilyen széles körben a kánoni jogok közé. Az egyetemes zsinat megállapodott abban, hogy a treuga Dei megsértőit egyházi átokkal sújtják, úgy mint a templomfosztogatókat és az egyházi iratok hamisítóit. Pontosították a püspöki hatalom körvonalait a szerzetesrendek kapcsán, de a világi klérussal kapcsolatban is. A szerzetesrendek önállósága ekkor is növekedett. Végül a zsinat magasztalta a kereszteseket és azok lelki üdvét, valamint bűneik bocsánatát kérték a világi hatalmaktól.

### Pontifikátusának utolsó felvonása
Kallixtusz kiváló családi kapcsolatai mellett sok másnak is köszönhette sikeres pontifikátusát. A történelem az ő nevét egybekötötte az egyház győzelmével, a béke iránti politikával és diplomáciával. De a wormsi konkordátum minden fejleményének lezárása után a pápa nem feledkezett meg azokról, akiknek nagy részük volt sikerében. Ezek között volt Itália népe és városai. Kallixtusz az invesztitúraharcok elülte után békét és rendet garantált a VII. Gergely pápa fellépése óta hadszíntérré vált Itáliának. Több templomot építtetett, adományokat gyűjtött a nincsteleneknek. Megtörte a Campagna vidékén zsarnokoskodó hercegek hatalmát, és nem feledkezett meg Rómáról sem. A várost újjáépíttette, különös figyelemmel a Szent Péter-bazilikára.

A külföldi feladatokról sem feledkezett meg, Franciaországban több jogköri vitát is elsimított, így eldöntötte a vitát Arles és Vienne között is, utóbbi javára. I. Henrik, angol királyt rábírta a békére testvérével, II. Roberttel. Az egyházi átok fenyegetésével pedig azt is sikerült elérnie az angol uralkodónál, hogy az elismerje Thurstant a Canterburytől független Yorki érsekség fejének. Spanyolországban elvette Mérida városának metropolita jogát, és azt Santiago de Compostelának adományozta. Németország pápai legátusának Bambergi Ottót tette meg, és megbízta az ottani egyházi kérdések rendezésével. 
A dolgos kezű Kallixtusz végül 1124. december 13-án halt meg. Testét a Lateránban helyezték örök nyugalomra.

## Művei
- Documenta Catholica Omnia (latin nyelven). (Hozzáférés: 2011. december 6.)